# Средняя Тойма

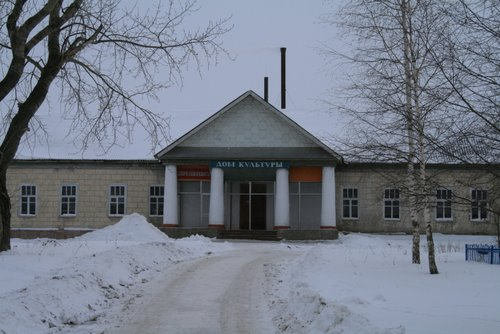
Дом Культуры

Средняя Тойма — деревня в Вятскополянском районе Кировской области. Административный центр Среднетойменского сельского поселения.
Численность населения — 494 чел. (2010 г.).

## География
Расположена на юге области, на правом берегу реки Тойменка в 7 км к северо-западу от города Вятские Поляны и в 7,5 км к северо-востоку от Кукмора. Через деревню проходит автодорога Вят. Поляны — Нижняя Тойма — Ср. Тойма — Верхняя Тойма (выход к автодороге на Малмыж и Киров), на юго-запад от деревни отходит дорога в Кукмор. Ближайшая ж.-д. станция находится в Вятских Полянах.
На левом берегу Тойменки вблизи деревни расположены Магнийские холмы (лат. magna — великий) докембрийской складчатости, на которых находятся заросли орешника — памятник природы регионального значения (с 1990 г.).

## Инфраструктура
Инфраструктура деревни развита по сравнению с другими сёлами области. Средняя Тойма имеет статус культурного и развлекательного центров. Деревенский дом культуры выполнен в стиле русского барокко конца XIX века, недалеко от него находится архитектурный ансамбль, посвященный памяти павшим солдатам Великой Отечественной войны. В деревне имеется Храм пресвятой Богородицы.

## Климат
- Среднегодовая температура воздуха — 3,7 °C
- Относительная влажность воздуха — 69,7 %
- Средняя скорость ветра — 3,0 м/с

## Промышленность
- Агрокомплекс
- Хлебопекарня ООО «Лаваш».